# صندوق الأمانات

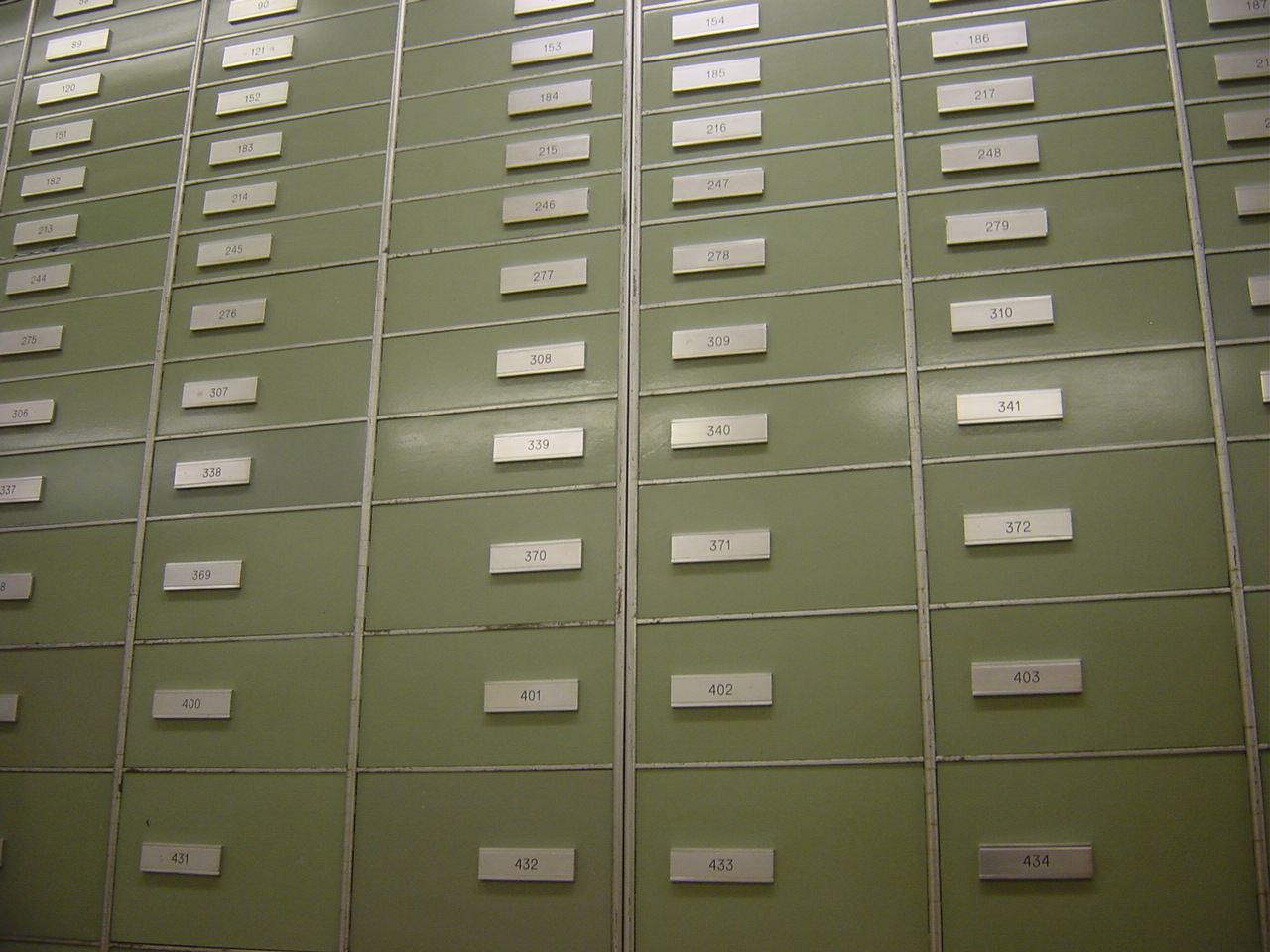
صناديق ودائع آمنة داخل بنك سويسري

صندوق الأمانات أو صندوق الودائع الآمن وهو عبارة عن صندوق آمن لتخزين الأشياء الثمينة التي عادة ما يتم حمايتها في خزينة أو قبو. وتوجد صناديق الودائع عادة في البنوك ومكاتب البريد والفنادق والسفن السياحية. وهي مصنوعة من المعدن وعادة ما تكون مقاومة للعبث ومقاومة للحريق.

## روابط خارجية
- صناديق الأمانات في البنك الاهلي
- صنـاديق الأمانات الآليـة